# Kabinet-Whiteman I
Het Kabinet-Whiteman I was een Curaçaos kabinet. Het was een coalitie van de Pueblo Soberano (PS), Partido pa Adelanto I Inovashon Soshal (PAIS) en de Nationale Volkspartij (PNP). Het kabinet stond onder leiding van minister-president Ben Whiteman, die op 1 september 2015 werd beëdigd als opvolger van het Ivar Asjes die het vertrouwen van zijn eigen partij verloren was. De andere ministers bleven in functie.
Het kabinet viel in november 2015 toen het de meerderheid kwijtraakte nadat parlementslid Marilyn Moses haar steun introk. 

## Bewindslieden
| Ministerie                                               | Minister                   | Partij         | Opmerkingen                                                           |
| -------------------------------------------------------- | -------------------------- | -------------- | --------------------------------------------------------------------- |
| Minister-president en tevens minister van Algemene Zaken | Ben Whiteman               | PS             |                                                                       |
| Minister van Financiën                                   | José Jardim                | Groep-Sulvaran | Officieel onafhankelijk maar naar voren geschoven door Groep-Sulvaran |
| Minister van Economische Ontwikkeling                    | Stanley Palm               | PAIS           | Officieel onafhankelijk maar naar voren geschoven door PAIS           |
| Minister van Gezondheid, Milieu en Natuur                | Ben Whiteman               | PS             |                                                                       |
| Minister van Justitie                                    | Nelson Navarro             | PAIS           | Officieel onafhankelijk maar naar voren geschoven door PAIS           |
| Minister van Onderwijs, Wetenschap, Cultuur en Sport     | Irene Dick                 | PS             |                                                                       |
| Minister van Bestuur, Planning en Dienstverlening        | Etienne van der Horst      | PAIS           | Officieel onafhankelijk maar naar voren geschoven door PAIS           |
| Minister van Sociale Ontwikkeling, Arbeid en Welzijn     | Ruthmilda Larmonie-Cecilia | PS             |                                                                       |
| Minister van Verkeer, Vervoer en Ruimtelijke Ordening    | Earl Balborda              | PNP            | Officieel onafhankelijk maar naar voren geschoven door de PNP         |

## Gevolmachtigd ministers
| Functie                                   | Benoemd         | Periode                             | Partij | Opmerkingen                        |
| ----------------------------------------- | --------------- | ----------------------------------- | ------ | ---------------------------------- |
| Gevolmachtigd minister in Den Haag        | Marvelyne Wiels | 1 september 2015 - 30 november 2015 | PS     | rijksminister met eigen kabinet    |
| Plv. Gevolmachtigd minister in Den Haag   |                 |                                     |        |                                    |
| Gevolmachtigd minister in Washington D.C. | Xavier Prens    | 1 september 2015 - 30 november 2015 |        | zetelt op de Nederlandse ambassade |

Schotte ·
Betrian ·
Hodge ·
Asjes ·
Whiteman I ·
Whiteman II ·
Koeiman ·
Pisas I ·
Rhuggenaath ·
Pisas II